# Grazer Varieté Orpheum (1899–1936)

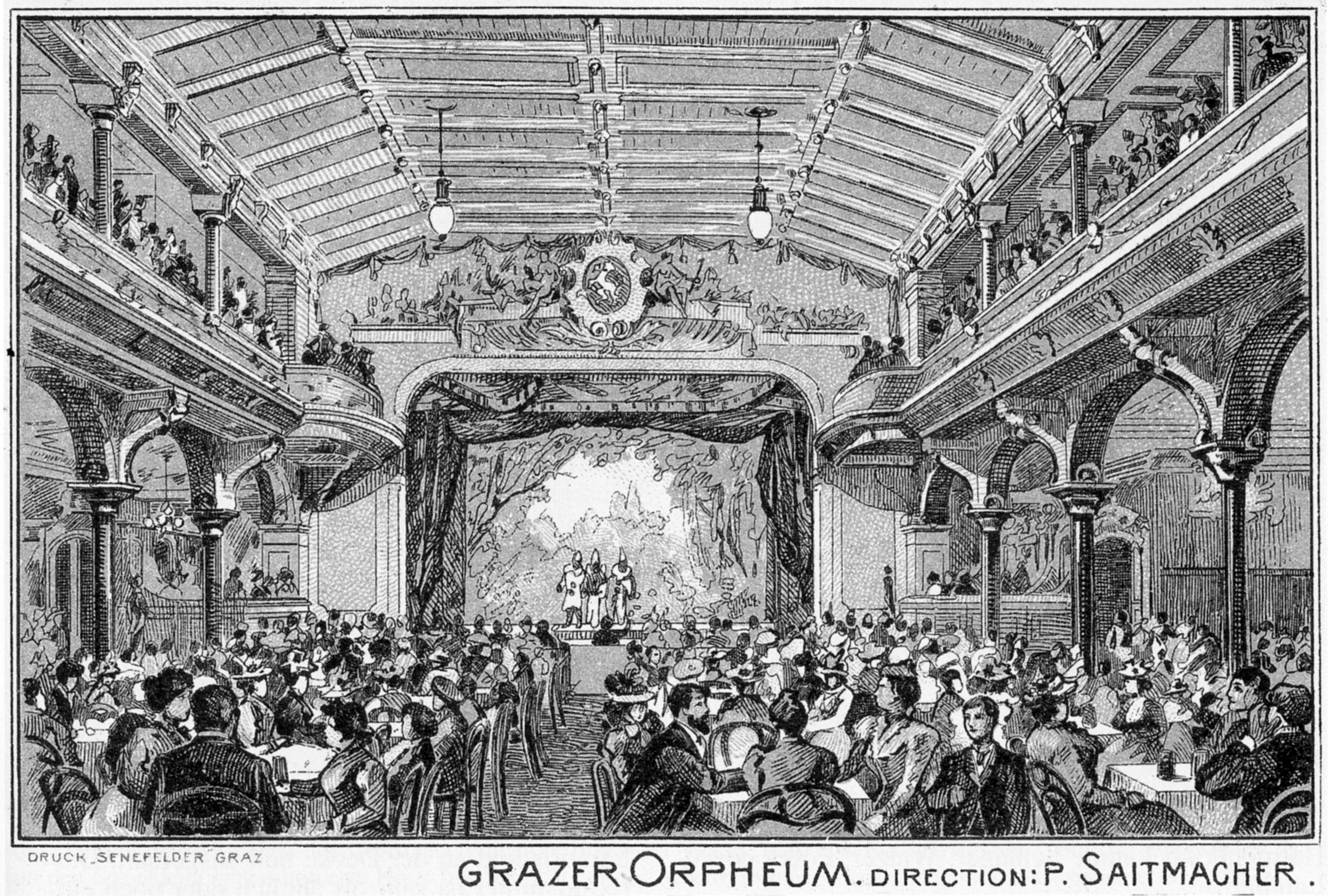
Grazer Varieté Orpheum, Großer Varietésaal, Ansichtskarte, um 1900

Das Grazer Varieté Orpheum war ein von 1899 bis 1936 betriebenes Varietétheater, das größte der Stadt Graz. (Zu dem 1950 an selber Stelle nachgefolgten Kabarett-Theater siehe: Grazer Orpheum.)

## Geschichte

### Grundlage und Bau
1626 wurde der „Landschaftsgarten vor dem Murthore“ wegen Raummangels im Friedhof Andrä in der Murvorstadt zum Friedhof umgewidmet. Der St.-Georgen-Friedhof war ein Arme-Leute-Gottesacker, der unter anderem zur Bestattung von Opfern der Pest diente.
1786 wurde der Friedhof aufgelassen und das Friedhofsgelände an den bürgerlichen Gastwirt und Braumeister Wolfgang Ott, vulgo Wenzelwirt, verkauft, der auf der Liegenschaft einen Gastbetrieb mit angeschlossener Brauerei sowie das zugehörige Carolinenbad errichtete. Das Unternehmen wurde vom Publikum sehr gut angenommen, vor allem im Sommer wegen des schönen Ott’schen Gastgartens, in dem bisweilen von einer Musikkapelle des Garnisonsregiments aufgespielt wurde.
Der Gaststättenbetrieb wurde in den 1860er Jahren vom Gründer der Puntigamer Brauerei, Franz Hold, angekauft. 1867 wurde dann am heutigen Orpheumsgrund (Orpheumgasse 8, Graz-Lend) die Puntigamer Bierhalle eröffnet, das städtische Vertriebslokal der Hold’schen Brauerei. Die anfangs sehr gut besuchte Bierhalle (es fanden dort zwischen 1868 und 1890 zahlreiche Arbeiterversammlungen statt) wurde ab den 1890er Jahren zu einer finanziellen Belastung für die Erste Grazer Aktienbrauerei, da der einstige Publikumsstrom ausblieb. Trotz einer Renovierung und Verschönerung der Innenausstattung stellte sich der erhoffte Erfolg nicht ein.
Um die unrentable Bierhalle endlich ertragsfähig zu machen, entschied man, das Objekt nach den Plänen des Architekten Friedrich Hoffmann, Betriebsarchitekt der Puntigamer Brauerei und Mitglied des Verwaltungsrates, in ein Varietétheater umzubauen. In der Gemeinderatssitzung vom 25. Juli 1896 erteilte der Gemeinderat seine Zustimmung unter der Bedingung, während der Ferialzeit der Städtischen Bühnen (Juli–August) im Orpheum Varieté-Aufführungen darzubieten. 
Am 1. Juli 1899 wurde das Orpheum – Spezialitätentheater I. Ranges eröffnet. Es stand damit im Gegensatz zu dem nur zwei Monate später in Betrieb genommenen Opernhaus. Das Grazer Varieté Orpheum war eine Stätte der niederen Theaterkunst, ohne Bildungsauftrag, nur der seichten Volksunterhaltung dienend und durch seine Körperkünste nicht der deutsch-nationalen Sprachideologie zugehörig.

### Ausstattung, Ausbau
Der glänzend erhellte Innenraum gewährte durch die Eleganz seiner Dekoration, durch die Behaglichkeit seines Stiles einen sehr angenehmen Eindruck. Die elegant-dekorative Ausgestaltung des Varietésaales, ähnlich dem Wiener Ronacher, entsprach dem Zeitgeschmack des städtischen Bürgertums, das neben Unterhaltung auch nach einer Möglichkeit der Selbstdarstellung verlangte. Die Orpheumgäste konnten bequem um Tische sitzen, (Puntigamer) Bier, Wein oder Sekt trinken, während sie den Darbietungen auf der Bühne folgten – das galt zu jener Zeit als mondän und besonders chic.
Der große Varietésaal umfasste 936 Sitzplätze, die Beleuchtung während der Vorstellung erfolgte durch Blendlaternen. Im Hintergrund des Saales erhob sich die Bühne, an die der versenkte Orchestergraben anschloss. Jede Loge verfügte über ein kleines Vorzimmer mit Tisch und Stühlen. Diese Logen fanden für geschäftliche Besprechungen, aber wahrscheinlich vor allem als heimliches Liebesnest Verwendung.
Die Darbietungen auf der Bühne wurden von der ca. 18 Musiker umfassenden Orpheumkapelle begleitet, sonn- und feiertags gab man bei freiem Eintritt von zehn bis zwölf Uhr vormittags Frühkonzerte. Das Orpheum wurde zu einer beliebten und stadtbekannten Vergnügungsstätte, das stets zahlreiches Publikum fand.
Schon zur Planungszeit des Orpheums bestand die Idee, im Garten eine Bühne zu errichten, auf der in den warmen Sommermonaten Varietéaufführungen stattfinden sollten. Im Jahre 1905 erfolgte die Realisierung dieser Sommerbühne, die später zu einem Sommertheater – einem Holzbau mit einem Schutzdach (542 Sitzplätze) – umgebaut wurde. An lauen Sommerabenden wurden dort nicht wie vorerst geplant Varietéprogramme, sondern Operetten, Singspiele, Possen und Konzerte aufgeführt. Das Sommertheater wurde zu einem wichtigen Bestandteil der ohnehin spärlichen sommerlichen Theatervergnügungen jener Zeit, denn die Städtischen Bühnen hatten während dieser Monate keinen Spielbetrieb.

### Direktoren

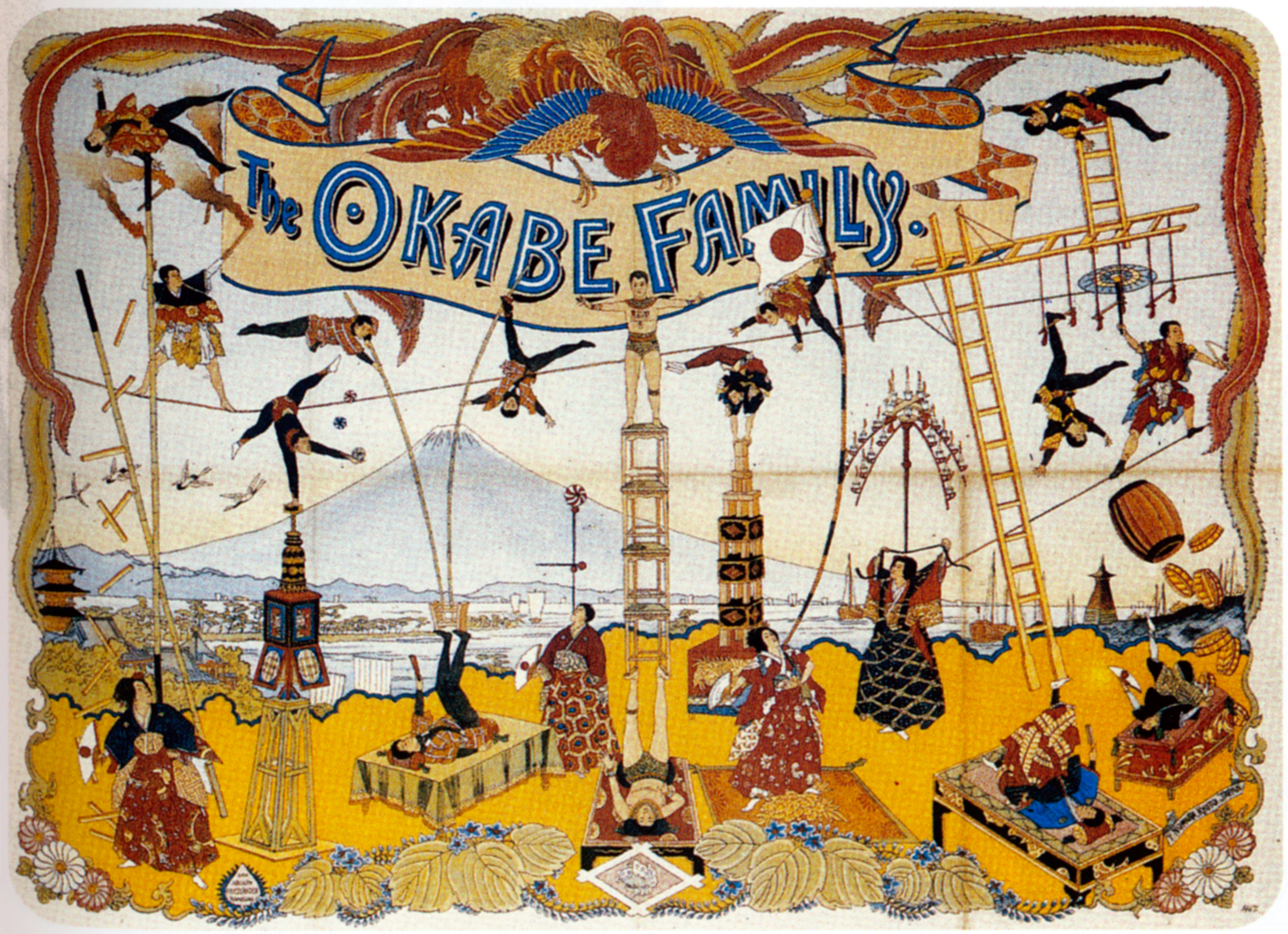
The Okabe Family, Werbeplakat, 1898/99

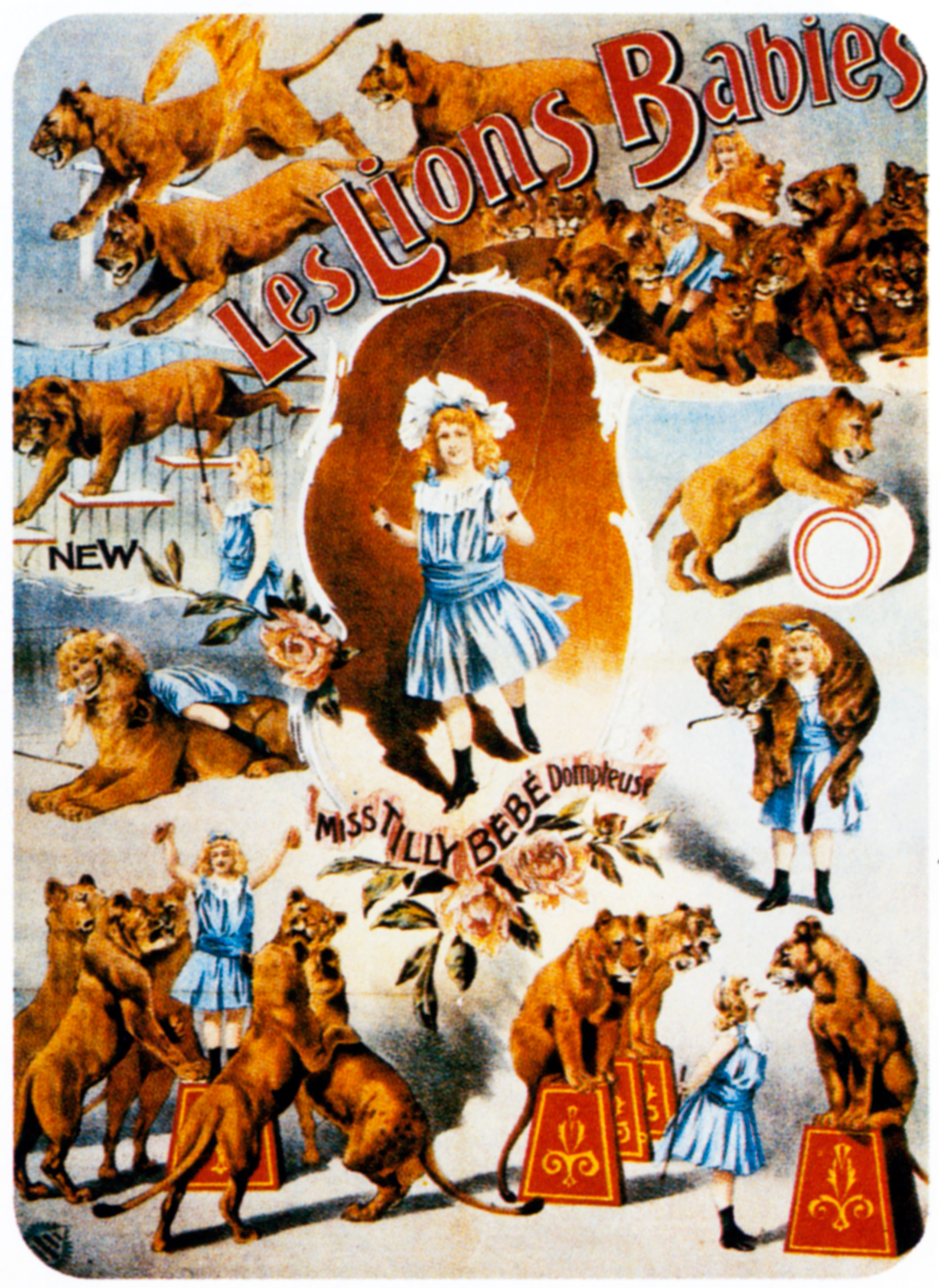
Miss Tilly Bébé, Werbeplakat, 1902/03

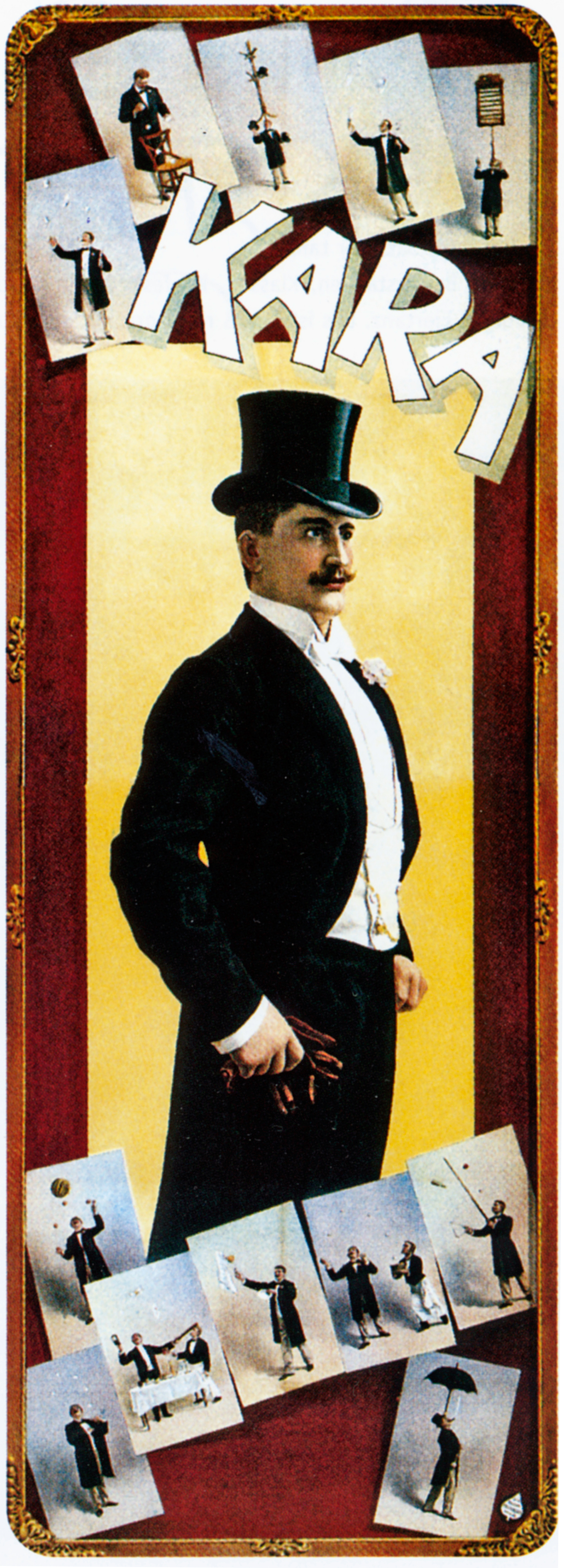
Kara, Werbeplakat, 1903

- 1899–1906: Paul Saitmacher
- 1906–1912: Alfred Tittel
- 1912–1930: Josef Schulz
- 1931–1933: Lenard und Pietzsch
- 1934–1936: Zwillinger und Wieser

### Programm
Ein Varietéprogramm, musikalisch getragen vom Orpheumorchester, wurde vierzehn bis sechzehn Tage lang gespielt. Die Aufführungen fanden täglich um 20 Uhr statt, an Sonn- und Feiertagen gab es zusätzlich eine Nachmittagsvorstellung. Der Programmwechsel erfolgte in der Regel zur Monatsmitte. Tausende Varietékünstler aller Gattungen bevölkerten die Bühne des Orpheums: Artisten, Jongleure, Tanz-Komiker, Mimiker, Parodisten, Humoristen, Kabarettisten, Komponistendarsteller, Clowns, Sänger, Tänzer, Gesangs-Komiker, Blitzverwandlungsschauspieler, Zauberer, Entfesselungskünstler, Fakire, Dresseure, Bauchredner usw.; aber auch wissenschaftliche Experimente, exotische Völkerschauen, Lebende Bilder (pose plastique), kinematographische Vorführungen, die Präsentation neuester Erfindungen, Lustspiele, Possen, Revuen und Operetten gehörten zum Varietéprogramm des Orpheums.

#### Gastspiele (Auswahl)
- Josef Modl (1863–1915), Wiener Gesangshumorist; Februar 1903[2]
- Viktoria Belling (1872–1942), Jongleuse und Keulenschwingerin; Februar 1903[2]
- Phroso, the Mechanical Doll (auch: Phroso, The Automaton),[3] 1902/03 entwickelt von Frederick Trevallion (1867–1938); Februar 1903[4]
- Saharet (1879–1964), Tänzerin; Jänner 1905
- Ruth St. Denis (1879–1968), Tänzerin; Februar 1908
- The Okabe Family, japanische Hofkünstler [Anm. 2]; März 1910
- Ralph Stone (eigentlich: Rudolf Schwab, 1890–1983), Universalartist; September 1913
- Rose Stone (1911–1997), Tänzerin, Universalartistin; September 1913
- Kara (eigentlich: Michael Steiner, 1867–1939), Gentlemanjongleur; April 1904
- Tilly Bébé (1879–1932), Dompteuse; Mai 1904
- (Jean Henri) Servais Le Roy (1875–1953), Illusionist [Anm. 3]; Jänner 1908
- Schriftsteller- und Künstler-Vereinigung Münchner Scharfrichter & Wiener Nachtlicht, Komik und Gesang [Anm. 4]; Jänner 1909

### Verfall und Ende
Während des Ersten Weltkriegs übte das Varietéprogramm des Orpheums eine ganz besondere Anziehungskraft auf die lokale Bevölkerung aus, ausverkaufte Vorstellungen waren keine Seltenheit. Die mannigfaltigen Entbehrungen und Sorgen, die der Krieg mit sich brachte, förderten den Drang nach Ablenkung und Unterhaltung. Um den Besuch des Orpheums der Grazer Bevölkerung zu ermöglichen, wurden die Eintrittspreise bis zur Hälfte gesenkt.
Das Varietéprogramm jener Zeit war vor allem ein Spiegel der emotionalen Lage der Bevölkerung, die in patriotischen Kundgebungen innerhalb der Varieténummern ihren Niederschlag fanden. Varieténummern, in denen Kriegsbegeisterung und Nationalstolz zum Ausdruck kamen, waren während des Ersten Weltkriegs auf der Varietébühne sehr beliebt und stärkten den Glauben an einen militärischen Sieg.
Nach Kriegsende wurde es aufgrund der allgemeinen schlechten Wirtschaftslage immer schwieriger, das Unternehmen Orpheum gewinnbringend zu führen. Ende der 1920er Jahre hatte Direktor Josef Schulz zusätzlich mit einem enormen Besucherrückgang zu kämpfen. Das Publikum, zuvor dem Varieté zugetan, bevorzugte nun das Kino. Der Tonfilm war ein zentraler Grund für das allgemeine Varietésterben jener Zeit.
Im Sommer 1930 erfolgte der Rücktritt des Orpheumdirektors Josef Schulz, der das Haus 18 Jahre geführt hatte. Alle Nachfolger von Direktor Schulz (Lenard und Pietzsch, Zwillinger und Wieser) mussten jeweils spätestens nach drei Jahren Betriebsführung den Konkurs anmelden.
Kurz vor seinem 37-Jahr-Bestandsjubiläum schloss das Varieté Orpheum im Mai 1936 für immer seine Pforten. (Das Gebäude wurde während des Zweiten Weltkriegs zerbombt; 1950 erfolgte der Bau des heute bestehenden Grazer Orpheums.) 